# Richelsdorfita
La richelsdorfita és un mineral de la classe dels arsenats. Rep el seu nom del Districte de Richelsdorf (Alemanya), a on es troba la mina Wilhelm, el lloc on va ser descoberta.

## Característiques
La richelsdorfita és un arsenat de fórmula química Ca₂Cu₅Sb(AsO₄)₄(OH)₆Cl·6H₂O. Va ser aprovada com a espècie vàlida per l'Associació Mineralògica Internacional l'any 1982. Cristal·litza en el sistema monoclínic. La seva duresa a l'escala de Mohs és 2. Es tracta d'una espècie estructuralment relacionada amb el grup de la lavendulana.
Segons la classificació de Nickel-Strunz, la richelsdorfita pertany a «08.DK - Fosfats, etc, amb cations de mida mitjana i gran, (OH, etc.):RO₄ > 1:1 i < 2:1» juntament amb els següents minerals: bariofarmacosiderita, farmacosiderita, natrofarmacosiderita, hidroniofarmacosiderita, farmacoalumita, natrofarmacoalumita, bariofarmacoalumita, burangaïta, dufrenita, natrodufrenita, matioliïta, gayita, kidwel·lita, bleasdaleïta, matulaïta i krasnovita.

## Formació i jaciments
Va ser descoberta l'any 1982 a la mina Wilhelm, a Bauhaus, al districte de Richelsdorf (Hessen, Alemanya). Als territoris de parla catalana ha estat trobada a la mina Amorosa, situada a la localitat de Vilafermosa (Alt Millars), i a la mina José Domingo, a L'Argentera (Baix Camp). Sol trobar-se associada a altres minerals com: duftita, tirolita, atzurita, tetraedrita-tennantita, calcita, galena, brochantita, devil·lina, harmotoma, eritrita, calcofil·lita, cornwallita, strashimirita o barita.